# Групова збагачувальна фабрика «Самсонівська»
Групова збагачувальна фабрика «Самсонівська» (певний час мала назву ГЗФ імені Комсомолу України) — збагачувальна фабрика міста Отаманівка.

## Характеристика
Проєкт виконано інститутом «Південдіпрошахт». Стала до ладу 1968 року. Проєктна потужність — 2400 тис. тонн на рік, фактична — 3200 тис. тонн. Призначення для вироблення коксівного концентрату з рядового вугілля, що доставлялося на фабрику частково в сухому вигляді й частково — гідравлічним транспортом (у 1999 році гідротранспорт ліквідовано). Відповідно до цього була побудована технологія підготовки вугілля до збагачення, яка полягає лише у виділення класу 0—0,5 мм у гідрокласифікаторах. Клас 0,5—80 мм збагачується у відсаджувальних машинах у ширококласифікованому вигляді. Клас 0—0,5 мм повністю підлягає флотації.
Зважаючи на підвищений вміст обводненого дріб'язку, фабрика має розвинене флото-фільтрувальне господарство та термічну сушарню з барабанними агрегатами. Складність сировинної бази фабрики та зростання зольності вугілля, що надходить (від 26 % до 37 % за всі роки існування), зумовили потребу в багаторазових модернізаціях устаткування та вдосконалення технологічних режимів. Проте залишається нагальною проблемою зниження втрат вугільної маси з відходами, особливо при збагачення дрібних класів та шламу.
Місцезнаходження: м. Отаманівка, Луганська область, залізнична станція Сімейкине;